# أحمد صدقي الدجاني
أحمد صدقي الدجاني (7 مايو 1936 - 29 ديسمبر 2003) أحد مفكري الأمة في القرن الرابع عشر الهجري والخامس عشر الهجري الموافق القرن العشرين الميلادي، وأحد رموز العمل الوطني الفلسطيني وأحد مؤسسي منظمة التحرير الفلسطينية، وأحد رموز اللسان العربي المبين والفصحى في زمانه، وأحد الأشخاص الذين ـ على حد تعبير من عرفوه ـ أخذوا أنفسهم بأعلى مستويات الأخلاق الحميدة.

## نسبه
هو «أحمد صدقي» وكنيته (أبو الطيب) بن «محمد الطيب» الدجاني، وأمه صبحية إبراهيم جبري، وزوجه سنا بنت كامل ابن توفيق الدجاني، ولهما من الأولاد أربعة مزنة والطيب وبسمة والمهدي، وينتهي نسبه إلى الحسين بن علي بن أبي طالب والسيدة فاطمة الزهراء. تنتسب عائلة الدجاني إلى القدس إذ سكن قرية دجانية الكائنة ببيت المقدس. كما استقر عدد من أبناء الدجاني في يافا.
اشتهرت عائلة الدجاني باشتغال عدد كبير من أبنائها بالعمل العام وبالإفتاء والعلم الشرعي كما اشتغل بعض أبنائها بالتجارة. ومن أعلام عائلة الدجاني في القرن العاشر الهجري أحمد بن يونس القشاشي الدجاني، ومن أعلام عائلة الدجاني في القرن الثاني عشر الهجري والثالث عشر الهجري الموافقين الثامن عشر والتاسع عشر الميلادي الشيخ سليم الدجاني مفتي يافا والشيخ حسين الدجاني ابنه المفتي من بعده. وقد كتب عنهما أحمد صدقي الدجاني. ووالد زوجته كامل الدجاني مجاهد وشاعر فلسطيني اشتغل بالعمل العام وله ديوان بعنوان في غمرة النكبة. وجد زوجته توفيق الدجاني مفتي يافا.

## نشأته
ولد أحمد صدقي الدجاني بمدينة يافا على ساحل فلسطين، يوم 18 صفر 1355 هـ، الموافق السابع من أيار/مايو 1936م. هاجر مع أسرته من يافا عام 1948 إذ كان يبلغ الثانية عشرة من عمره عندما حصلت نكبة فلسطين. وقد استقر مع عمه في اللاذقية ثم عمل مدرساً وهو في الرابعة عشرة من عمره وهي المرحلة التي ألزم نفسه خلالها بالتحدث باللغة العربية الفصحى حتى وفاته.
حصل على درجة الإجازة في التاريخ عام 1959 من الجامعة السورية. ثم انتقل إلى ليبيا ليعمل في الإعلام والإذاعة الليبية بالإضافة إلى نشاطه في العمل الفكري. حصل على الماجستير في ليبيا وكان عنوان رسالة الماجستير التي كتبها الحركة السنوسية نموها وانتشارها في القرن التاسع عشر. وتعد دراسته هذه إحدى المراجع الأساسية عن الدعوة السنوسية. حصل على درجة الدكتوراه في الآداب من قسم التاريخ في جامعة القاهرة بمصر عام 1969، وكان عنوان أطروحته ليبيا قبيل الاحتلال الإيطالي.

## أهم أعماله
- أسهم في عام 1964 في تأسيس منظمة التحرير الفلسطينية بالتعاون مع أحمد الشقيري (سياسي فلسطيني). وكان عضواً بالمؤتمر الفلسطيني التأسيسي. وقد شغل منصب مدير عام دائرة التنظيم الشعبي بالمنظمة عام 1966 ثم أصبح عضواً باللجنة التنفيذية. أسهم في بدايات السبعينات في تأسيس جريدة البلاغ بالتعاون مع علي وريث وإبراهيم الغويل.
- رشح من الفصائل الفلسطينية المختلفة ليكون عضواً مستقلا باللجنة التنفيذية عام 1977. وظل عضواً باللجنة التنفيذية حتى عام 1984 إذ أعلن تركه اللجنة التنفيذية عام 1984 بإجتماع المجلس الوطني بعمان بالمملكة الأردنية الهاشمية لإختلافه مع قيادة المنظمة حول الخط السياسي العام.
- ترأس المجلس الأعلى للتربية والثقافة والعلوم بمنظمة التحرير الفلسطينية لمدة طويلة، وظل عضواً بالمجلس الوطني، وعضواً بالمجلس المركزي بالمنظمة منذ عام 1971، وعضو الصندوق القومي منذ عام 1974، وعضو الوفد الفلسطيني للأمم المتحدة بين عامي 1977 و 1984. كان مسئول الحوار العربي الأوروبي بين عامي 1975 و 1985.
- عمل مدرساً في معهد البحوث والدراسات العربية التابع لجامعة الدول العربية، ثم رُشح واختير عضواً عن فلسطين بأكاديمية المملكة المغربية وظل عضواً بها حتى رحيله. أسهم في تأسيس المؤتمر القومي العربي، وكان عضواً لأمانته العامة. أسهم في تأسيس المؤتمر القومي الإسلامي واختير ليشغل منصب المنسق الأول للمؤتمر بين عامي 1994 و 1997، وكان عضواً بلجنة المتابعة للمؤتمر. أسهم في تأسيس المنظمة العربية لحقوق الإنسان، وكان عضواً بمجلس أمنائها وعضواً بلجنتها التنفيذية ونائباً لرئيسها.
- شغل منصب عضو مجلس أمناء منتدى الفكر العربي وأسهم في فعالياته. أسهم في فعاليات مركز دراسات الوحدة العربية. إلتزم كتابة المقال الأسبوعي، إذ غطت مقالاته موضوعات سياسية وفكرية وأدبية وتاريخية وإنسانية. وقد نشر مقالاته في عدد كبير من الجرائد العربية منها البلاغ (ليبيا) الجمهورية (مصر) والخليج (الإمارات) الأهرام (مصر).
- اختير عضواً مراقباً بمجمع اللغة العربية في مصر وسوريا. له ما يربو على ستين كتاباً في التاريخ والفكر السياسي والدراسات المستقبلية والتأملات ومسرحية ومجموعة بحوث ودراسات في العلوم الإنسانية.

## وفاته
توفي أحمد صدقي الدجاني في القاهرة مغرب الإثنين التاسع والعشرون من ديسمبر 2003 م. هذا وقد عقدت حفلات تأبين لأحمد صدقي الدجاني عقب وفاته في كل من القاهرة وعمان وبيروت والخرطوم ولندن ورام الله.